# 細微身

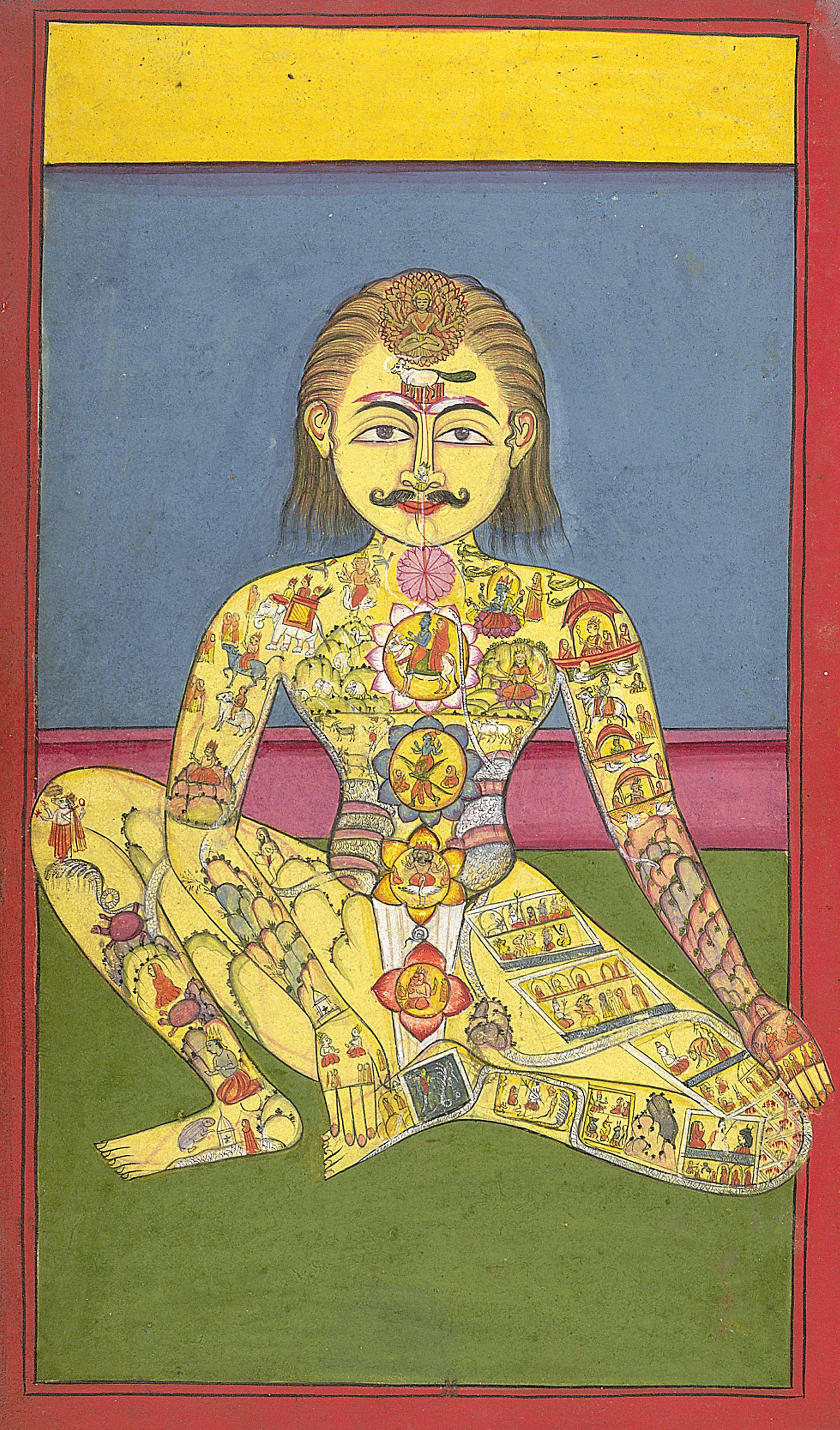
1899年的畫作，印度神秘主義者認為的細微身，現藏於大英博物館

細微身（英語：Subtle body），又譯為「微細身」、「細相」、「精細體」，最早起源於印度數論派哲學。數論派認為，在我們由五大（地、水、火、風、空）所形成的可見肉體（稱為粗身）之內，還有另一個細微身，它是生命的來源，輪迴的主體。 類似於西方所說的靈魂。在細微身之內，包裹著真正的自體，稱為因果身，或因果體，也就是神我。
它在後世印度瑜伽、阿育吠陀醫學及密教中成為一個重要的觀念，細微身被認為是由氣、脈、脈輪與拙火形成的內在生命體，在死亡之後，會從肉身解離出來，進入下一個身體，形成輪迴。密宗稱為金剛身，藏傳佛教所說的中陰與虹光身，也是一種細微身。
現代的神秘主義者，如神智學，也採納了這個觀點，認為人類存在著細微身。

## 概論
細微身被認為是生命的根源，在生命起源時進入身體，死亡時離開。它是輪迴的主體，包裹著不滅的神我。但是細微身不能被一般人的感官所感知，只有得到神通的聖人才能見到。
瑜伽派將身體分成三個層面，最外層稱為粗顯體，是我們可見的肉身。中間層即是細微身，它包涵了心理與生理，是由拙火、氣、脈、脈輪與明點所組成的整體。最裏層則是因果體，或稱因果身，即是真正的靈魂。